# Dichthall
Die Grube Dichthall war ein Eisenerzbergwerk bei Waldgirmes (Gemeinde Lahnau) im Lahn-Dill-Kreis. Die Grube lag zwischen Waldgirmes und Königsberg (Biebertal) in einem Waldgebiet im Schwarzbachtal nordwestlich der Landstraße L3286.

## Geschichte
Der Hofadvokat Briel zu Gießen erhielt am 25. Juli 1841 einen Schürfschein und bekam die Grube am 14. August 1848 auf Eisenstein Verliehen. Um 1879 ging der Eigentum auf den Hofadvokat Wendig zu Gießen über, der den Betrieb im Jahre 1905 an den Bergassessor Petri (Gewerkschaft Cur-Cöln zu Gießen) übergab. Nachdem der Betrieb 1916 an die Fa. Krupp überging, ist er seit 1952 im Besitz der Fa. Harz-Lahn Erzbergbau AG Barbara Rohstoffsbetriebs-GmbH.
In dem 75 Morgen (187.500 m²) großen Grubenfeld wurden ab 1848 sporadisch Abbau und Versuchsarbeiten durchgeführt. Dazu wurden zwei Versuchsschächte mit einer Teufe von 10 m angelegt. Um 1905 erfolgte ein Intensiver Betrieb. Um 1908 kam eine Dampflokomobile zur Wasser- und Erzförderung zum Einsatz. Um 1910 wurden zwei Förderschächte auf eine Teufe von 50 m gebracht und 10 weitere Versuchsschächte mit einer Teufe von 10 m angelegt. Im Jahre 1911 wurde die Anlage um eine Förderbahn und einen Erzlagerplatz erweitert.
Der Betrieb wurde 1912 eingestellt.